# Trigonobalanus doichangensis
Trigonobalanus doichangensis (A.Camus) Forman – gatunek roślin z rodziny bukowatych (Fagaceae Dumort.). Występuje naturalnie w północno-zachodniej Tajlandii oraz południowych Chinach (w południowej części Junnanu).

## Morfologia
PokrójZrzucające liście drzewo dorastające do 21 m wysokości. Młode gałązki są owłosione.
LiścieUlistnienie jest naprzemianległe. Blaszka liściowa jest skórzasta i ma kształt od eliptycznego do owalnie eliptycznego. Mierzy 7–12,5 cm długości oraz 3–6 cm szerokości, jest całobrzega, ma nasadę zbiegającą i tępy wierzchołek. Ogonek liściowy jest nagi i ma 5–12 mm długości. Przylistki są wolne, owłosione i mają trójkątny kształt.
KwiatySą promieniste, rozdzielnopłciowe, Kwiaty męskie mają 6 zrośniętych działek kielicha i 6 wolnych pręcików. Pojedyncze kwiaty zebrane są po 3–7 w pęczki zagnieżdżone między jedną podsadką i dwoma przysadkami, usadowionymi na omszonych kotkach o długości 8–14 cm, które rozwijają się w kątach pędów. Kwiaty żeńskie mają 6 zrośniętych działek kielicha i przyrośniętych do trójkomorowej zalążni z 6 prątniczkami. Kwiaty te są pojedyncze lub zebrane po 3–7 w pęczki zagnieżdżone między 3–5 podsadkami, usadowionymi na kłosokształtnych kotkach o długości 8–10 cm.
OwoceOwłosione orzechy o owalnym kształcie z trzema skrzydełkami, dorastają do 5 mm długości i 4–5 mm średnicy. Osadzone są pojedynczo lub są zebrane po 2–3 w miseczki mierzące 2 mm długości, z trzema lub pięcioma łuskami.

## Biologia i ekologia
Roślina jednopienna rosnąca w górskich, wiecznie zielonych lasach. Występuje na wysokości od 1000 do 1900 m n.p.m. Kwitnie w listopadzie, natomiast owoce dojrzewają w marcu.

## Ochrona
W Czerwonej księdze gatunków zagrożonych został zaliczony do kategorii DD – gatunków o nieokreślonym stopniu zagrożenia lub wymagających dokładniejszych danych. W Chinach zasięg ograniczony jest do okolic Lancang, Menglian, Ximeng i Mengla na południu prowincji Junnan. Znane są też subpopulacje, w tym 3 – na obszarach chronionych w północno-zachodniej Tajlandii, ale wymagają one potwierdzenia dalszymi badaniami. Siedliska tego gatunku bywają usuwane na potrzeby rolnictwa.
T. doichangensis ma wysoką wartość naukową w badaniach na temat filogenezy bukowatych (Fagaceae), teorii wędrówki kontynentów czy globalnych zmian środowiskowych. W wyniku wylesiania w 1984 roku Chińska Komisja ds. Ochrony Środowiska uznała takson jako krajowy gatunek chroniony, a w 1999 roku został sklasyfikowany w drugiej kategorii roślin chronionych w Chinach przez Krajową Listę Chronionych Dzikich Roślin.